# 索尼Xperia M
Sony Xperia M(C1905)，是索尼移动通信于2013年6月4日在发布的智慧型手机。在2013年8月正式推出市面，以Android4.1 Jelly Bean作業系統推出，現在已經可以透過多個方法升級至Android 4.3 Jelly Bean。Sony Xperia M曾經獲得紅點設計獎。

## 簡介
Xperia M有一個4英寸的TFT電容式觸摸屏，1GHz的雙核Snapdragon S4 Plus 處理器，一個500萬像素的高清攝像頭，1 GHz的RAM和4 GB的內部存儲,可以使用microSD/ HC卡進行擴充。Android 4.3Jelly Bean作業系統已經發佈，市面上的Xperia M可以透過電腦或Wi-Fi免費更新。
Xperia M dual是Xperia M的雙卡版本，產品規格與Xperia M相同。

## 顏色
顏色包括：
| 顏色 | 名稱 | 英語   | 備註 |
| ---- | ---- | ------ | ---- |
|      | 黑色 | Black  |      |
|      | 白色 | White  |      |
|      | 紫色 | Purple |      |
|      | 黃色 | Yellow | 單卡 |

## 外部連結
- 官方网站